# Sedum adolphii
Sedum adolphii là một loài thực vật có hoa trong họ Crassulaceae. Loài này được Hamet miêu tả khoa học đầu tiên năm 1912.